# Dodecaedro pentakis

Um dodecaedro pentakis

O dodecaedro pentakis é um sólido de Catalan.
Este sólido é obtido:
- Como dual do icosaedro truncado

- Por acumulação sobre o dodecaedro

As suas faces são 60 triângulos isósceles.
Tem 90 arestas e 32 vértices.
O poliedro dual do dodecaedro pentakis é o icosaedro truncado.